# Los Angeles City Hall

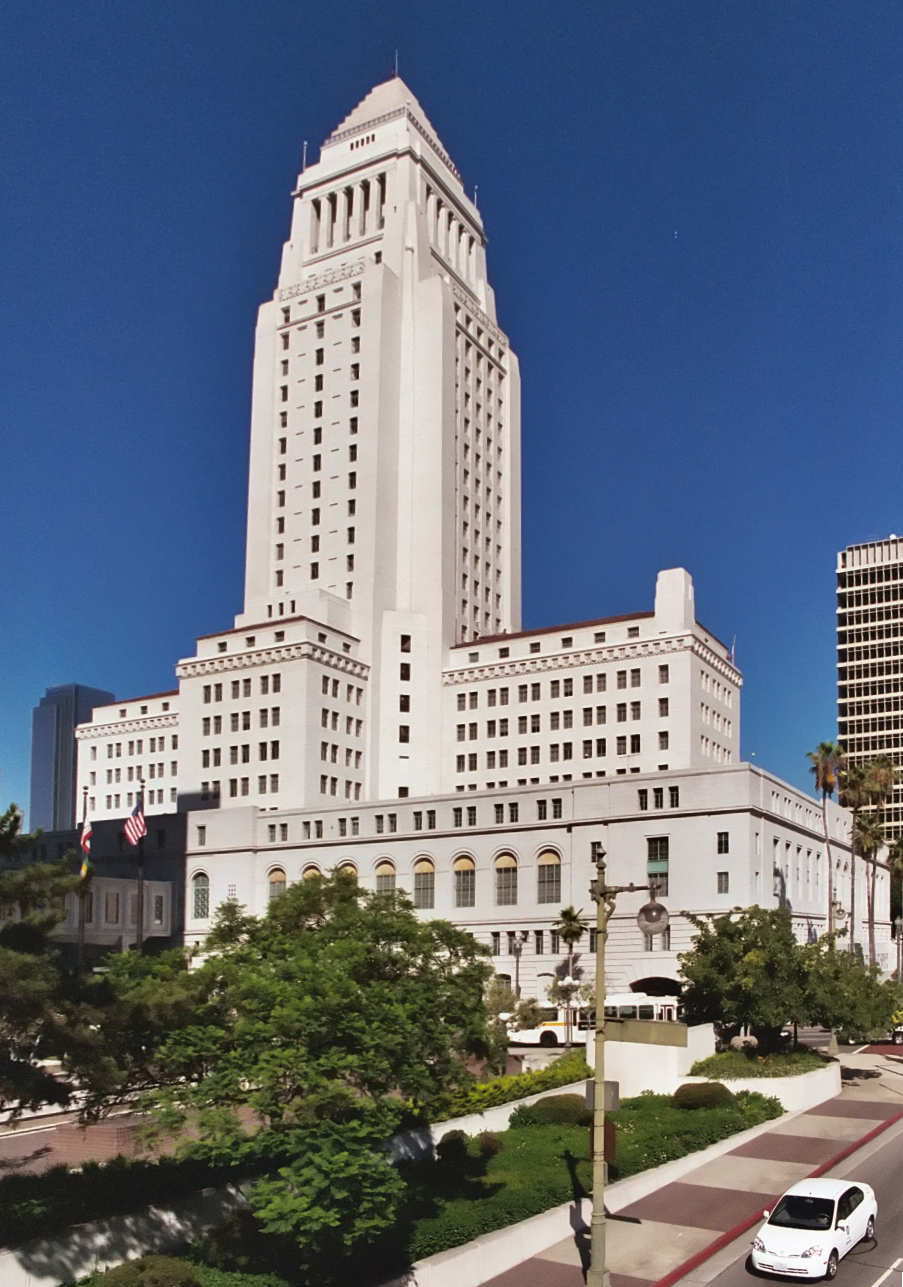
Los Angeles City Hall

Die Los Angeles City Hall in Los Angeles, Kalifornien, ist Sitz der Stadtverwaltung und enthält die Büros des Bürgermeisters und die Versammlungsräume des Stadtrats.
Das 138 m hohe und von 1926 bis 1928 im Stil des Art déco errichtete 32-stöckige Gebäude, dessen restaurierte Fassade aus Terrakotta und Granit besteht, liegt im Viertel Civic Center in Downtown Los Angeles, 200 North Spring Street.
Die Initiative zum Bau ging von Bürgermeister George E. Cryer aus, der der Stadt 1925 ein neues Rathaus versprach. Die Los Angeles City Hall wurde von den Architekten John Parkinson, John C. Austin und Albert C. Martin, Senior entworfen und war von 1928 bis 1964 das höchste Gebäude Kaliforniens. In der 27. Etage befindet sich eine öffentlich zugängliche Aussichtsplattform. Die Los Angeles City Hall wurde am 24. März 1976 in die Liste der Los Angeles Historic-Cultural Monuments aufgenommen.
Von 1998 bis 2001 erfolgte für 128 Millionen US-Dollar eine Renovierung und Nachrüstung hinsichtlich des Erdbebenschutzes. Die Los Angeles City Hall ist das höchste Bauwerk der Welt mit seismischer Isolierung und ist darauf ausgelegt, selbst bei Erdbeben mit einer Magnitude von 8,2 noch voll funktionsfähig zu bleiben. 2019 führte eine monatelang anhaltende Rattenplage dazu, dass die Verwaltung Teppichböden im Rathaus herausreißen, Fallen aufstellen und Räume ausräuchern ließ – zunächst vergebens. Die Situation war besorgniserregend, da die Gesundheitsbehörde der Stadt mit dem Fleckfieberausbruch unter den 30.000 Obdachlosen zu kämpfen hatte und die Stadt-Juristin Elizabeth Greenwood eine Fleckfieberinfektion erlitt – die Krankheit wird von Flöhen, die im Fell von Ratten zu finden sind, übertragen.
In mehreren populären Filmen wie Chinatown oder L.A. Confidential oder in den Videospielen wie Grand Theft Auto: San Andreas, Grand Theft Auto V und L.A. Noire taucht die Los Angeles City Hall als Kulisse auf.